# Linia kolejowa nr 853
Ten artykuł dotyczy przyszłego wydarzenia. Informacje w nim zawarte mogą się zmienić wraz z pojawieniem się nowych faktów, a początkowe doniesienia mogą być niepewne. Ostatnie aktualizacje tego artykułu mogą nie odzwierciedlać najbardziej aktualnych informacji.
Linia kolejowa nr 853 – projektowana linia kolejowa w Poznaniu, mająca połączyć posterunek Poznań Strzeszyn ze stacją Poznań Piątkowo.